# Taiping (köpinghuvudort i Kina, Shaanxi, lat 34,51, long 108,74)
Taiping (kinesiska: 太平, 太平镇) är en köpinghuvudort i Kina. Den ligger i provinsen Shaanxi, i den nordvästra delen av landet, omkring 30 kilometer nordväst om provinshuvudstaden Xi'an. Antalet invånare är 27 853. Befolkningen består av 13 699 kvinnor och 14 154 män. Barn under 15 år utgör 13,0 %, vuxna 15-64 år 76 %, och äldre över 65 år 9,0 %.
Runt Taiping är det mycket tätbefolkat, med 1 956 invånare per kvadratkilometer. Närmaste större samhälle är Xianyang, 18,9 km söder om Taiping. Trakten runt Taiping består till största delen av jordbruksmark.
Genomsnittlig årsnederbörd är 669 millimeter. Den regnigaste månaden är september, med i genomsnitt 149 mm nederbörd, och den torraste är december, med 1 mm nederbörd.